# Створення Адама (фреска)

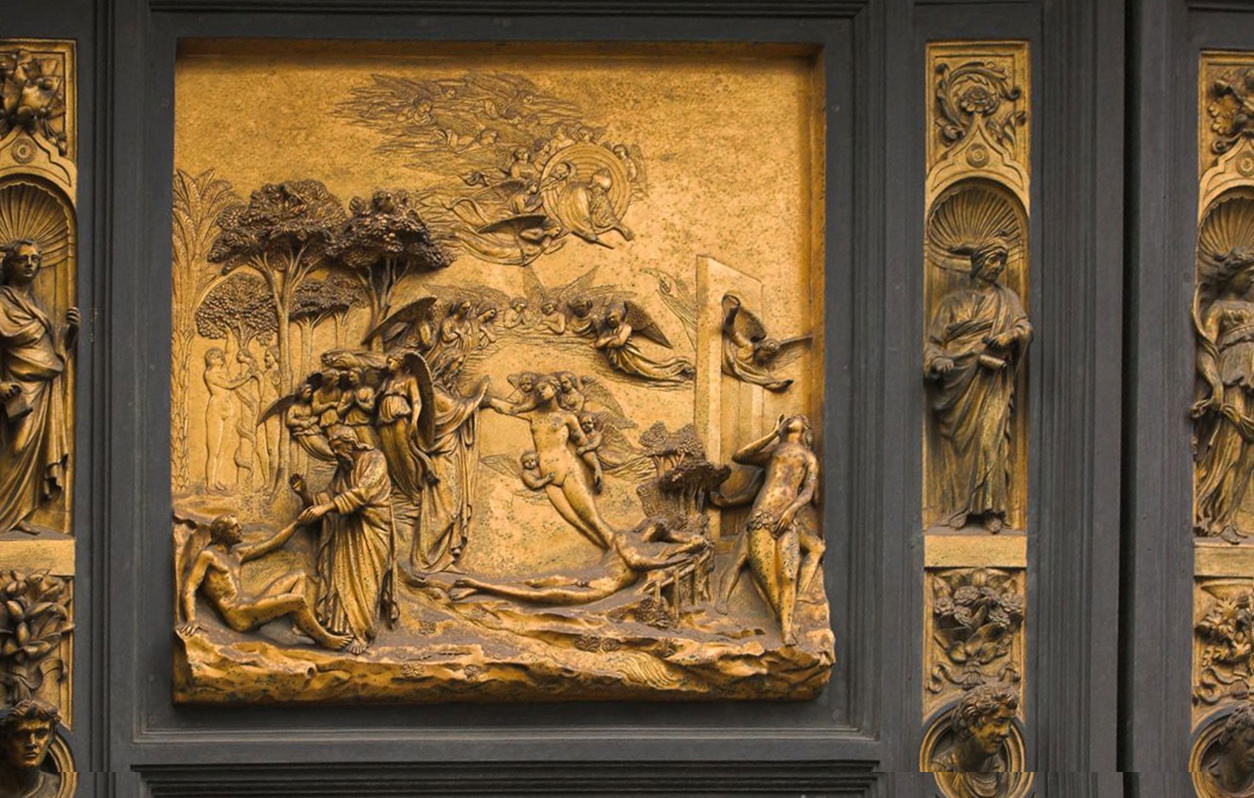
Лоренцо Гіберті. Порта дель Парадізо (фрагмент)

«Створення Адама» (італ. La creazione di Adamo) — фреска Мікеланджело Буонарроті на стелі Сикстинської капели (Ватикан), створена ним близько 1511 —1512 років. Це — одна із центральних композицій, яка ілюструє створення людини Богом. Ця робота є одним із найвідоміших творів мистецтва, на її сюжет часто посилаються та пародіюють.

## Опис
Бог зображений як старий чоловік із білою бородою, у білій туніці. Його несуть ангели, а його ліва рука обіймає й захищає постать, яку вважають за Єву[а] чи Марію. Величний Бог простягає праву руку до лівої руки Адама, який піднімається із землі назустріч Творцеві. Їхні пальці майже торкаються, рука Бога дає іскру життя Адаму, а той приймає її. Дзеркальне відображення Адамом руху Бога є ще одним натяком на те, що Бог створив людину «на свою подобу».
Вазарі так писав про Адама:
|  | (…) поза і лінії тіла (…) такі гарні, що здається, ніби він тільки-но створений першим і найвищим своїм творцем, а не пензлем і малюнком людини. |

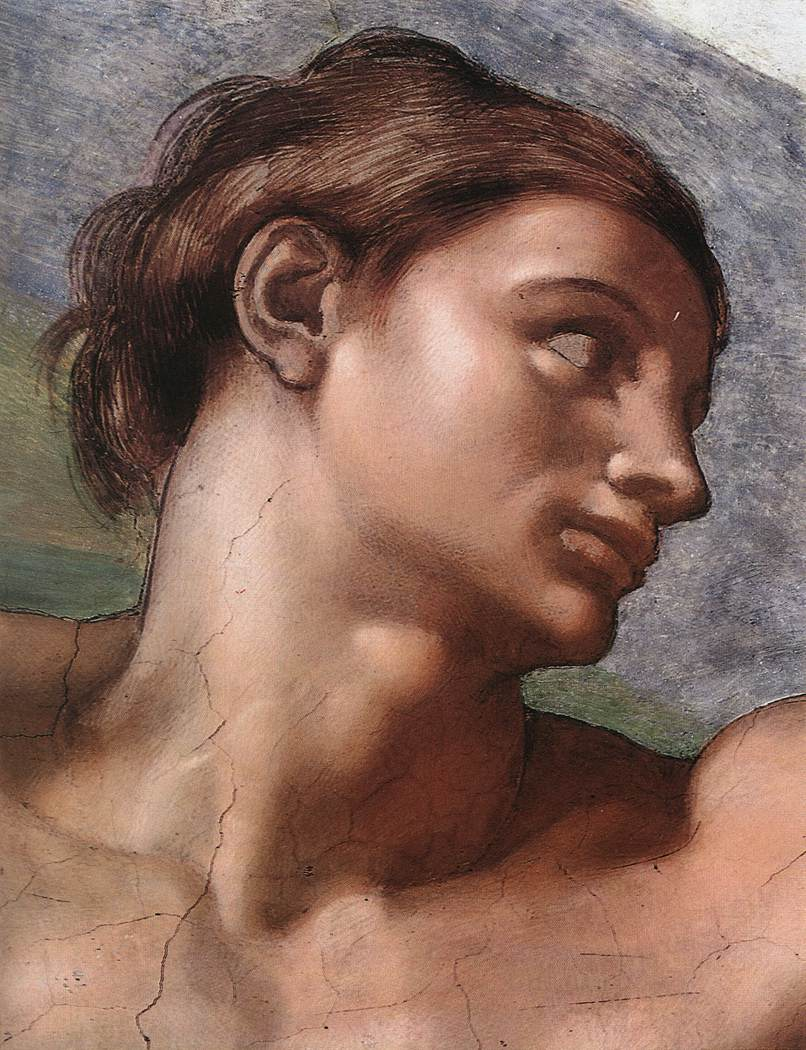
Адам
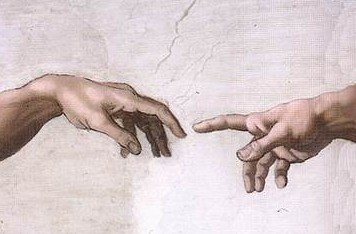
Руки
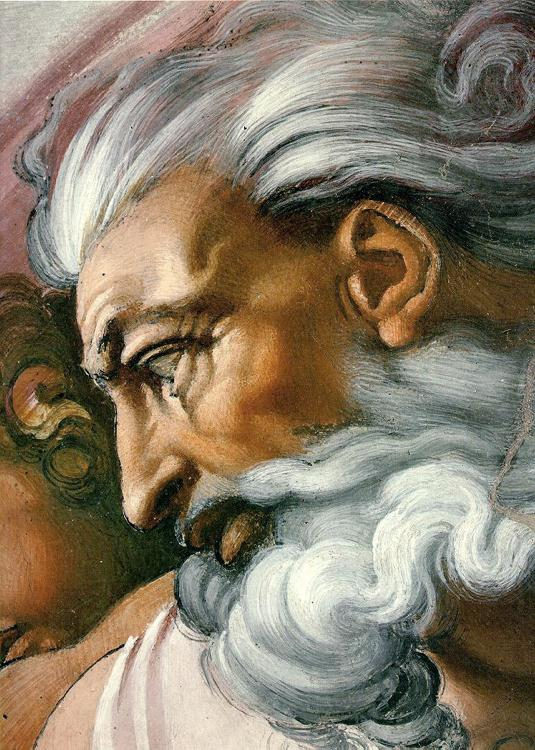
Бог

Серед можливих джерел натхнення для Мікеланджело могла бути сцена «Створення Адама» із Порта дель Парадізо Лоренцо Гіберті у його рідній Флоренції.

## Виноски
1. ↑  Katz, Jamie (10 квітня 2009 року). The Measure of Genius. Smithsonian.com. Архів оригіналу за 3 грудня 2013. Процитовано 15 липня 2014 року. [Архівовано 2013-12-03 у Wayback Machine.]
2. ↑  Вазарі, 1970, с. 332.